# Comparació de topologies
En topologia, el conjunt de totes les topologies sobre un conjunt donat és un conjunt parcialment ordenat. Aquesta relació d'ordre pot utilitzar-se per comparar topologies.

## Definició
Sigui {\displaystyle X} un conjunt, una topologia {\displaystyle {\mathcal {T}}} sobre aquest conjunt és una família de subconjunts anomenats oberts que compleixen determinades condicions.
Siguin {\displaystyle {\mathcal {T}}_{1}} i {\displaystyle {\mathcal {T}}_{2}} dues topologies sobre {\displaystyle X}, aleshores la topologia {\displaystyle {\mathcal {T}}_{1}} és més fina que {\displaystyle {\mathcal {T}}_{2}} si {\displaystyle {\mathcal {T}}_{2}\subseteq {\mathcal {T}}_{1}}. També, es diu que {\displaystyle {\mathcal {T}}_{2}} és més gruixuda o més feble que {\displaystyle {\mathcal {T}}_{1}}. Si la relació d'inclusió és estricta, s'afegeix el terme estrictament. Si {\displaystyle {\mathcal {T}}_{2}={\mathcal {T}}_{1}}, les topologies són equivalents.
La relació d'inclusió {\displaystyle \subseteq } defineix una relació parcial d'ordre sobre el conjunt de possibles topologies sobre {\displaystyle X}.

## Exemples
- La topologia més fina sobre un conjunt donat és la topologia discreta i la topologia més gruixuda és la trivial.
- Sobre els reals, la topologia estàndard és més feble que la topologia de Sorgenfrey.[1][2]
- Sobre {\displaystyle \mathbb {R} ^{n}}, les topologies induïdes per la distància euclidiana, distància del màxim i distància de Manhattan són equivalents.[1]
- Sobre {\displaystyle \mathbb {R} }, la topologia cofinita és més feble que la estàndard.[3]

## Propietats
Siguin {\displaystyle {\mathcal {T}}_{1}} i {\displaystyle {\mathcal {T}}_{2}} dues topologies sobre {\displaystyle X}. Les següents condicions són equivalents:
- {\displaystyle {\mathcal {T}}_{1}\subseteq {\mathcal {T}}_{2}}
- La funció identitat {\displaystyle id_{X}\colon (X,{\mathcal {T}}_{2})\rightarrow (X,{\mathcal {T}}_{1})} és contínua.
- La funció identitat {\displaystyle id_{X}\colon (X,{\mathcal {T}}_{1})\rightarrow (X,{\mathcal {T}}_{2})} és oberta.